# Alosa maeotica
Alosa maeotica é uma espécie de peixe da família Clupeidae.
Pode ser encontrada nos seguintes países: Bulgária, Georgia, Moldávia, Roménia, Rússia, Turquia e Ucrânia.